# Glutamate-cystéine ligase
Pour les articles homonymes, voir GCL.
La glutamate-cystéine ligase (GCL) est une ligase qui catalyse la réaction :
ATP + L-glutamate + L-cystéine  {\displaystyle \rightleftharpoons }  ADP + phosphate + γ-L-glutamyl-L-cystéine.
Cette enzyme est la première de la voie de biosynthèse du glutathion. Ce dernier est un composé vital pour la survie de la cellule, ce qui rend cette enzyme également indispensable. Une carence en glutamate-cystéine ligase est incompatible avec la survie de l'embryon. Pratiquement toutes les cellules d'eucaryotes, depuis les levures aux hommes en passant par les plantes, expriment une forme de GCL afin de produire du glutathion.
Des dysfonctionnements de cette enzyme ou de sa régulation sont impliquées dans un grand nombre de maladies humaines, telles que le diabète, la maladie de Parkinson, la maladie d'Alzheimer, la broncho-pneumopathie chronique obstructive ou encore le sida,.
Cela se manifeste généralement par une diminution de la production de glutathion, ce qui réduit la capacité antioxydante de la cellule et la rend sensible au stress oxydant. Cependant, l'expression de la GCL augmente dans le cas des cancers, ce qui a pour effet de soutenir la prolifération des cellules et de conférer une résistance aux traitements chimiothérapeutiques.

## Fonction
La glutamate-cystéine ligase catalyse l'étape limitante de la synthèse du glutathion. Elle réalise la condensation de cystéine et de glutamate pour former de la γ-glutamylcystéine (γ-GC) en établissant une liaison peptidique inhabituelle entre l'amine α de la cystéine et le carboxyle γ de la chaîne latérale du glutamate (et non son carboxyle α). Cette liaison peptidique n'est pas clivée par les peptidases cellulaires et requiert une enzyme particulière, la γ-glutamyltransférase (γ-GT), pour être hydrolysée.
L'activité enzymatique de la GCL détermine généralement le taux cellulaire de glutathion et la capacité de la cellule à produire du glutathion. De nombreux facteurs influencent cette activité, notamment l'expression des sous-unités protéiques de la GCL, la disponibilité des substrats (la cystéine est généralement limitante), le degré de rétroinhibition par le glutathion, et les modifications post-traductionnelles sur des sites spécifiques des sous-unités de l'enzyme,,. Étant donné son rôle limitant dans la biosynthèse du glutathion, toute modification de l'activité de la glutamate-cystéine ligase se traduit par une modification de la capacité de la cellule à produire du glutathion. Pour cette raison, les stratégies thérapeutiques visant à modifier le taux de biosynthèse du glutathion se concentrent sur cette enzyme.

## Structure
La glutamate-cystéine ligase est une holoenzyme hétérodimérique composée de deux sous-unités protéiques codées par des gènes indépendants situés sur des chromosomes distincts :
- la sous-unité catalytique (GCLC), d'environ 73 kDa, possède les sites se liant au substrat et au cofacteur et assure la catalyse ;
- la sous-unité de modification (GCLM), d'environ 31 kDa, ne possède pas d'activité catalytique par elle-même mais accroît l'efficacité enzymatique de la GCLC lorsqu'elle se complexe avec elle pour former l'holoenzyme.

Dans la plupart des cellules et des tissus, l'expression de la GCLM est moindre que celle de la GCLC, de sorte que la GCLM est limitante du point de vue de la formation de l'holoenzyme. C'est la raison pour laquelle l'activité enzymatique totale d'une cellule résulte de l'activité cumulée de l'holoenzyme et des sous-unités GCLC résiduelles.